# Євгеній II Константинопольський
Євгеній II — Константинопольський патріарх, обраний після скинутого патріарха Григорія V незадовго до його повішення.

## Біографія
Народився близько 1780 року в Пловдиві За словами Мануеля Гедеона, він мав болгарське походження, що на думку інших не відповідає дійсності. Професор Стаматопулос, визнаючи болгарське походження Євгенія, вважає, що проголошення Грецької революції спонукало Османський уряд переглянути стару модель правління і ввести до Вселенського Патріархату болгаромовне духовенство, а також популістів.
Він мав низьку освіту, але був імпозантним, побожним і дуже активним. Він був великим першим радником Вселенського престолу під час правління Кирила VI і за кілька років до грецької революції 1821 року, у 1814 році, був висвячений на митрополита Пісідії.

### Патріархат
10 квітня 1821 року, після того як Патріарх Григорій V був заарештований і скинутий, султан закликав негайно обрати наступника, щоб скинутий був страчений як просто священник, а не як патріарх, що мало б дипломатичні наслідки. Однак ніхто з тодішніх митрополитів Синоду за цих обставин не наважився прийняти його кандидатуру, крім Євгенія. Султанський указ про обрання нового патріарха передбачав, що він повинен «не тільки не вчиняти, але й намагатися вчинити і зухвалитися, за допомогою яких він вигнав би свою прихильність [державі] і був виключений з патріархату», і покладався на Синод обрати патріарха, «здатного піклуватися про царський промінь, і мудрого і гідного служити тим, хто любить Високу порту. Через те, як Євген був обраний патріархом, хоча він був довіреною особою скинутого Григорія, його багато хто не зрозумів і його обрання сприйняли з трепетом.
10 квітня 1821 року, невдовзі після церемонії інтронізації нового Патріарха, Григорія V повісили біля головних воріт Патріаршого дому. Патріарх Євгеній, який був очевидцем страти свого попередника, намагався позбутися його останків і постійно молився за упокій його душі. 23 квітня йому самому загрожувала загроза лінчу, коли його депортували, витягнувши за бороду на вулиці Стамбула і вдаривши розлюченим натовпом.
Його шістнадцятимісячний Патріархат характеризувався боротьбою за порятунок своєї пастви від масових вбивств і переслідувань, водночас йому довелося захищати Патріархат від навали натовпу, вимагаючи, щоб його повісили, а не зруйнували будівлю. У серпні 1821 року він надіслав листи до первосвящеників, в яких повідомляв, що Блискуча порта помилувала тих, хто покаявся і викривав революцію. У вересні Кіпрська церква запросила його висвятити нових єпископів замість чотирьох, повішених турками. Виконання хіротонії Євген довірив патріарху Антіохійському Серафиму.
На нього сильно вплинула смілива і красива жінка зі Стамбула Еленко Емфієцідена. Ця жінка здійснювала владу над своїми вцілілими лордами та співвітчизниками, кажучи «Я — Генос», тобто вона керувала лідером Геноса так само, як це робили стародавні фанариоти. У розпал морального скандалу з цією жінкою. Євген II помер у Константинополі від дизентерії 27 липня 1822 року.
Його наступником був обраний  митрополит Халкедонський Антим, який був ув'язнений у в'язниці Бостанджимбасі.

## Виноски та посилання